# Podchod

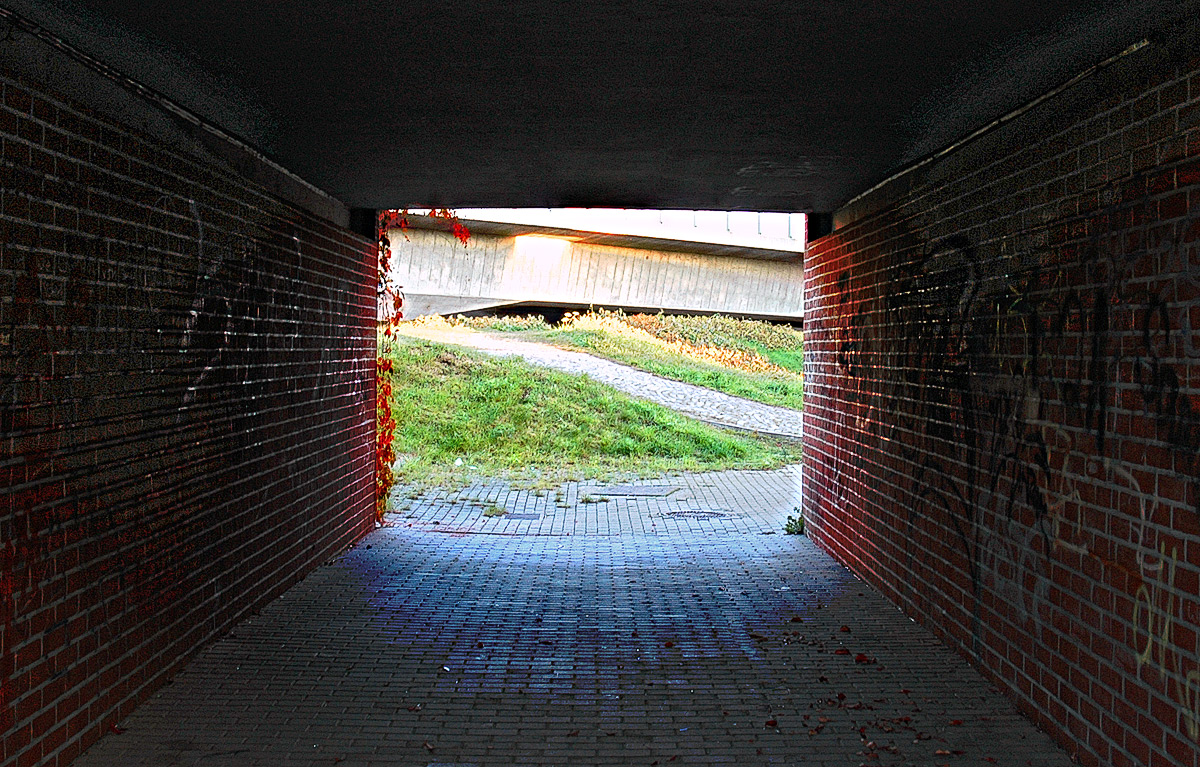
Podchod v německém Zwickau

Podchod je stavba pro pěší, která umožňuje alternativní cestu jinak hůře průchodnou nebo zcela nepropustnou oblastí. Existují tak například podchody pod rušnými ulicemi a silnicemi, dálničními estakádami, železničními a tramvajovými tratěmi nebo i podchody v metru.

## Historie
Praha
Pražské podchody vznikaly od počátku na místech s velmi frekventovanou dopravou. Historicky prvním pražským podchodem byl podchod vybudovaný v roce 1948 (v souvislosti s XI. sokolským sletem) na Malovance pod Bělohorskou ulicí (na rok 2018 je ale naplánováno zasypání podchodu).
Druhým v pořadí byl podchod z roku 1968 na Václavském náměstí, s kterým se ale tehdy nepočítalo pro výstup z metra, jako je tomu dnes. Další podchody se již stavěly až v souvislosti se stanicemi metra. Nové podchody již (podle stavebních předpisů, které začaly platit 1. srpna 2016) nejspíš nevzniknou. V těch se píše, že se segregace chodců a automobilové dopravy neosvědčila.